# Thomisus stenningi
Thomisus stenningi es una especie de araña cangrejo del género Thomisus, familia Thomisidae. Fue descrita científicamente por Pocock en 1900.

## Distribución
Esta especie se encuentra en África, Seychelles y Yemen.